# Walther Schmied-Kowarzik
Walther Schmied-Kowarzik (* 22. Mai 1885 in Mödling, Österreich-Ungarn; † 24. Juli 1958 ebenda) war ein österreichischer Philosoph sowie Professor für Philosophie und Psychologie an den Universitäten Wien, Tartu (Estland) und Gießen sowie an der Pädagogischen Akademie in Frankfurt am Main.

## Leben
Walther Schmied-Kowarzik – Sohn des Bankbeamten und Fechtsporthistorikers Josef Schmied-Kowarzik und dessen Ehefrau Luise – studierte nach der Matura am Gymnasium in Mödling seit 1904 Philosophie, Psychologie und Geschichte an der Universität Wien. Das Studium in Wien unterbrach er auf Anraten seines Lehrers Friedrich Jodl für ein Gastsemester in Berlin im Winter 1906/07, wo er an Wilhelm Diltheys Privatissimum Grundlegung der Geisteswissenschaften teilnahm. 1908 wurde er mit der Dissertation Zeit und Raum. Eine psychologische und transzendentalphilosphische Untersuchung von der Philosophischen Fakultät der Universität Wien promoviert.
1909 immatrikulierte sich Schmied-Kowarzik in Jena und hörte Vorlesungen bei Rudolf Eucken. 1911 heiratete er Margarete Heinrich. 1917 wurde ihr Sohn (Volker) geboren. 1923 wurde die Ehe geschieden. 1925 heiratete er die aus Kurland stammende deutschbaltische Dichterin Gertrud von den Brincken (1892–1982), sie hatten drei Kinder: Wieland (1929–2014), Ilse-Roswith (1934) und Wolfdietrich (1939).
1913 habilitierte sich Walther Schmied-Kowarzik an der Universität Wien mit der Arbeit Umriß einer neuen analytischen Psychologie, die Grundlegung einer nicht-empirischen, „phänomenologischen“ Psychologie, die die Ganzheitsgestaltungen des Bewusstseins – in Fortentwicklung der Psychologie Diltheys und in Anschluss an die Philosophie Kants – zu begreifen versucht. Von 1913 bis 1920 war er Privatdozent an der Universität Wien und bis 1926 Mitherausgeber der Beiträge zur Philosophie des Deutschen Idealismus.
Im Ersten Weltkrieg, in dessen Verlauf sich Schmied-Kowarziks Finanzen verschlechterten, begann er sich in der Volksbildung an der Wiener Urania und als kulturpolitischer Publizist, insbesondere im Sinne des Auslandsdeutschtum zu engagieren. Ab Mai 1917 leistete er Militärdienst bei der Infanterie, wo er im November 1918 als Korporal entlassen wurde. Nach 1918 war er Vorsitzender des Dürerbundes für Österreich, wissenschaftlicher Mitarbeiter in der Abteilung für deutsch-österreichisches Recht und Minderheitenschutz in der Staatskanzlei (1918/19). Unter dem Pseudonym Dr. Robert Pfeifer setzt er sich 1918 für die Angliederung von Burgenland („Heanzenland“) an Deutsch-Österreich ein. Er war Gründer und Leiter der völkischen Fichte-Hochschule in Wien und Referent für den Deutschen Schulverein in Österreich.
Im Sommer 1920 nahm er eine Gastdozentur an der Universität Marburg sowie von September bis Dezember 1920 an der Hochschule in Göteborg (Schweden) wahr. 1920 wurde er zum ordentlichen Professor für Philosophie und Psychologie an die estnische Universität Tartu (Dorpat) berufen. Neben dem Aufbau des Seminars für Philosophie und Psychologie verfolgte er in diesen Jahren vor allem kulturphilosophische Themen. 1927 erschien seine kulturphilosophische Grundlegung Die Objektivation des Geistigen. In den Jahren 1924 bis 1927 war er unter dem Pseudonym W. Albrecht Schriftleiter des Estländisch-deutschen Kalenders. Im Winter 1925/26 hatte er eine Gastprofessur an der Hochschule für Welthandel in Wien.
1927 wurde Walther Schmied-Kowarzik vom Preußischen Minister für Wissenschaft, Kunst und Volksbildung Carl Heinrich Becker als Professor für Philosophie mit besonderer Berücksichtigung der Ethik und Psychologie an die neu gegründete Pädagogische Akademie in Frankfurt a. M. berufen, die einzige simultane Pädagogische Akademie, an der Volksschullehrer für evang., kath. und bekenntnisfreie Schulen ausgebildet werden konnten. Hier entstand sein zweites Hauptwerk Ethik. Mit Berücksichtigung pädagogischer Probleme (1932), in dem er sich ausdrücklich zur freiheitlich-demokratischen Weimarer Verfassung bekannte. Von 1927 bis 1935 war er Mitherausgeber der Blätter für Deutsche Philosophie der Deutschen Philosophische Gesellschaft. Der Berufungsvorschlag, Schmied-Kowarzik als Nachfolger von Richard Hönigswald auf die ordentliche Professur für Philosophie, Psychologie und Pädagogik an die Universität Breslau zu holen, wurde vom Preußischen Minister für Wissenschaft, Kunst und Volksbildung Adolf Grimme abgelehnt, der statt seiner Siegfried Marck berief, der nicht auf der Liste stand. Anlässlich des Abbaus von acht Pädagogischen Akademien in Preußen bereits 1932 wurde Schmied-Kowarzik zum April 1933 in den Ruhestand versetzt.

## Zeit des Nationalsozialismus
Nach einer Umhabilitation lehrte er von 1933 bis 1939 als Privatdozent (mit dem Titel Prof.) Philosophie an der Universität Gießen. 1933 erschien als vorerst letzte Schrift sein Glaubensbekenntnis eines freien Protestanten. Am 1. April 1933 trat Schmied-Kowarzik der NSDAP bei (Mitgliedsnummer 1.767.151). Zudem war er zum 1. Mai 1933 in den NS-Lehrerbund eingetreten und Mitglied im Volksbund für das Deutschtum im Ausland. Die Berufung auf eine Professur für Psychologie und Philosophie an der Hochschule für Lehrerbildung in Friedberg wurde nach Angriffen des NSD-Studentenbundes wegen einer Vorlesung über Sigmund Freud und Alfred Adler zum August 1934 fristlos beendet. Einem im Druck befindlichen Buch Erziehung und völkischer Idealismus wurde die Druckerlaubnis entzogen.
Hiernach bestritt Schmied-Kowarzik vorübergehend nach vorausgehenden Kursen an der Gauführerschule in Frankfurt a. M. sein Einkommen als völkischer Vortrags-Redner, unter anderem an der Kreisschule Groß Linden sowie als Kreisschulungsredner und Bezirksleiter für den Volksbund für das Deutschtum im Ausland vor SA, HJ, NSF und RAD. Hier referierte er über deutsche Denker und über Fragen der Ethik.
Nach dem Staatsexamen, das ihm 1935 erlaubt worden war, erhielt Schmied-Kowarzik als „ältester Studienassessor des Deutschen Reiches“ eine Stelle für Geschichte und Geographie an der Aufbauschule in Friedberg. Zusammen mit seinen Schülern verhinderte er während der Novemberpogrome 1938 die Zerstörung des Judenbades (Mikwe) in Friedberg. Weiterhin hielt er seit 1933 philosophische Veranstaltungen an der Universität Gießen ab. Einem Antrag auf Ernennung zum Dozenten neuer Ordnung mit fester Stelle an der Universität Gießen war trotz eines negativen Gutachtens des Gießener Ordinarius für Philosophie Hermann Glockner vom Reichserziehungsministerium im September 1939 entsprochen worden. 1939 übersiedelte Schmied-Kowarzik mit seiner Familie in seine Heimatstadt Mödling (damals der 24. Bezirk von Wien), wo er am Gymnasium unterrichtete. Im Mai 1941 wurde er zum Studienrat am Gymnasium in Mödling ernannt, das er 1944 auch kommissarisch leitete. Ebenfalls 1939 wurde er in die Philosophische Fakultät der Universität Wien eingegliedert. An der Wiener Universität wurde er durch Arnold Gehlen angefeindet, der nach seiner Berufung auf das Ordinariat für Philosophie 1940, unterstützt von dem ebenfalls neu berufenen Prof. für Philosophie und Psychologie Gunther Ipsen, eine nationalsozialistische Säuberung der Philosophischen Fakultät in seinem Sinne zu realisieren versuchte. Dem widersetzten sich viele der alteingesessenen Professoren, die sich teilweise ebenfalls zum Nationalsozialismus bekannten. Für Walther Schmied-Kowarzik erwirkte der Dekan Viktor Christian einen Kompromiss, der in seiner Ernennung zum apl. Professor für Philosophie bei gleichzeitiger Entpflichtung zum April 1942 bestand.

## Nachkriegszeit
1945 floh die Familie vor der Roten Armee zu Verwandten nach Schloss Unterbruck in der Oberpfalz. Schmied-Kowarzik wurde von den US-Amerikanern ein Jahr im Internierungslager Moosburg festgehalten. Nachdem er 1949 als „Mitläufer“ entnazifiziert worden war, übersiedelte die Familie nach Regensburg, wo Schmied-Kowarzik wieder zu wissenschaftlichen Arbeiten kam. Sein in wesentlichen Teilen fertiggestelltes letztes Werk Frühe Sinnbilder des Kosmos. Gotteserlebnis und Welterkenntnis in der Mythologie erschien posthum 1974.
Walther Schmied-Kowarzik starb am 24. Juli 1958 bei einem Besuchsaufenthalt in Mödling – drei Tage vor Eintreffen der Goldenen Doktor-Urkunde, die ihm auf Betreiben von Richard Meister und Friedrich Kainz in Anerkennung seines philosophischen und wissenschaftlichen Werks durch die Philosophische Fakultät der Universität Wien verliehen worden war. Beigesetzt wurde er im Familiengrab auf dem Mödlinger Friedhof.
Anlässlich des 100. Geburtstag fand im Mai 1985 an der Universität Wien und im Museum für Völkerkunde in Wien ein Symposion „Objektivationen des Geistigen. Beiträge zur Erkenntnistheorie, Ethik und Kulturphilosophie in Gedenken an Prof. Dr. Walther Schmied-Kowarzik (1885–1958)“ statt.

## Publikationen
- Zeit und Raum. Eine psychologische und transzendentalphilosophische Untersuchung, unveröff. Wiener Dissertation 1908 [soweit rekonstruierbar hg. v. Wolfdietrich Schmied-Kowarzik, Kassel 1986]. doi:10.17170/kobra-202003091049
- Raumanschauung und Zeitanschauung, Leipzig 1910.
- Intuition. Ein Beitrag zur Psychologie des ästhetischen Erlebens, Leipzig 1911.
- Umriß einer neuen analytischen Psychologie und ihr Verhältnis zur empirischen Psychologie, Leipzig 1912.
- G. W. Leibniz' Deutsche Schriften, hg. u. eingel. v. Walther Schmied-Kowarzik (Philos. Bibl. 161/162), Leipzig 1916.
- Ein Weltbund des Deutschtums, Leipzig 1917.
- Gotteserlebnis und Welterkenntnis, in: Festschrift für Johannes Volkelt, München 1918.
- Die Gesamtwissenschaft vom Deutschtum und ihre Organisation, Hamburg 1918.
- Das Heanzenland [Burgenland, veröffentlicht unter dem Pseudonym Dr. Robert Pfeifer], in: Deutsch-Österreich IV/V (1918).
- Stellung und Aufgabe von Wundts Völkerpsychologie und der Begriff des Volkes, in: W. Wundt. Eine Würdigung, hg. v. A. Hoffmann, 2. Teil, Erfurt 1924.
- Gestaltpsychologie und Ästhetik, in: Atti del 5. Congresso internazionale di Filosofia 1924, Napoli 1925.
- Die Objektivation des Geistigen. Der objektive Geist und seine Formen, Leipzig 1927.
- Umriß einer analytischen Psychologie. I: Grundlegung einer nicht-empirischen Psychologie, 2., erweiterte Auflage des ersten Teils, Leipzig 1928.
- Phänomenologie und nicht-empirische Psychologie, in: Einführung in die Psychologie, hg. v. E. Saupe 4./5. Aufl. Osterwieck 1931.
- Ethik. Mit Berücksichtigung pädagogischer Probleme, Osterwieck 1932.
- Glaubensbekenntnis eines freien Protestanten, Görlitz 1933.
- Das unendliche Sein und das endliche Seiende, in: Zeitschrift für Philosophie, Psychologie und Pädagogik, III, 4 (1951), Wien 1952.
- Frühe Sinnbilder des Kosmos. Gotteserlebnis und Welterkenntnis in der Mythologie (1958), hg. v. Wolfdietrich Schmied-Kowarzik, Ratingen/Kastellaun 1974. doi:10.17170/kobra-202003091050